# Inujima
Inujima (en japonés: 犬島, Inɯdʑima) es una isla japonesa situada en el mar interior de Seto, cerca de la costa de la prefectura de Okayama. Forma parte de Higashi-ku en Okayama.

## Acceso
Un servicio transbordador opera entre Hōden e Inujima.

## Patrimonio industrial
En 1909 se inauguró en la isla una refinería de cobre, pero cerró en 1919. La refinería, construida con ladrillos, permaneció prácticamente intacta y, a partir de 2008, se convirtió en la pieza central de un proyecto artístico a gran escala diseñado para estimular el turismo en la isla.

## Inujima Art Project
Inujima Art Project es un proyecto de rehabilitación que abarca toda la isla a cargo de la Fundación del Museo de Arte de Naoshima Fukutake, un proyecto de Benesse Corporation. Se inauguró al público en abril de 2008. La primera fase del proyecto consistió en convertir la antigua refinería de seirensho en un modelo de arquitectura y arte contemporáneo para reciclar el patrimonio industrial japonés. Fueron los esfuerzos coordinados del arquitecto Hiroshi Sambuichi y Yukinori Yanagi, que colaboraron con el arquitecto en su obra de arte, y la Facultad de Ciencias y Tecnología Ambientales de la Universidad de Okayama.[cita requerida]

## Galería

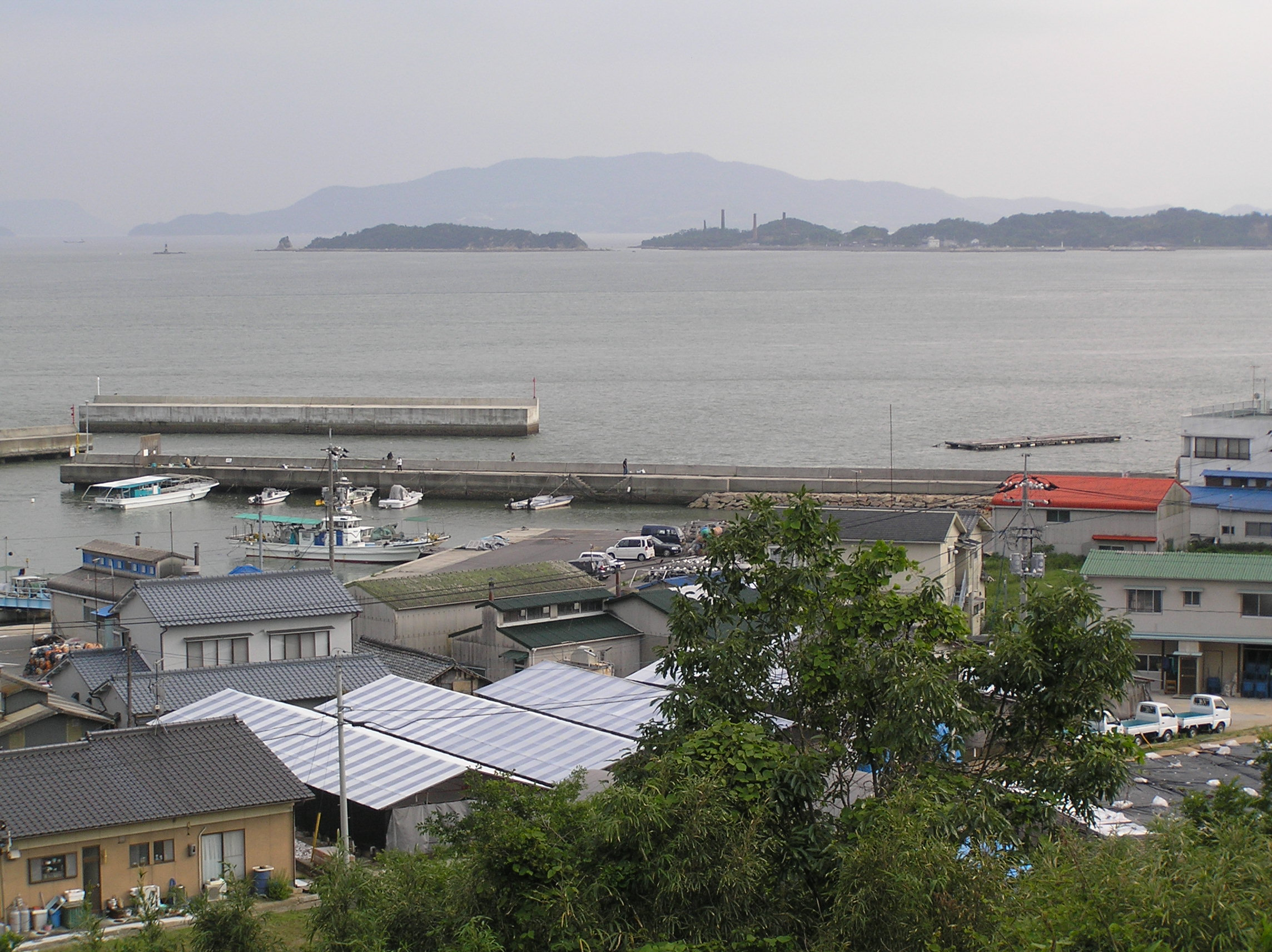
Inujima visto desde Honshu.
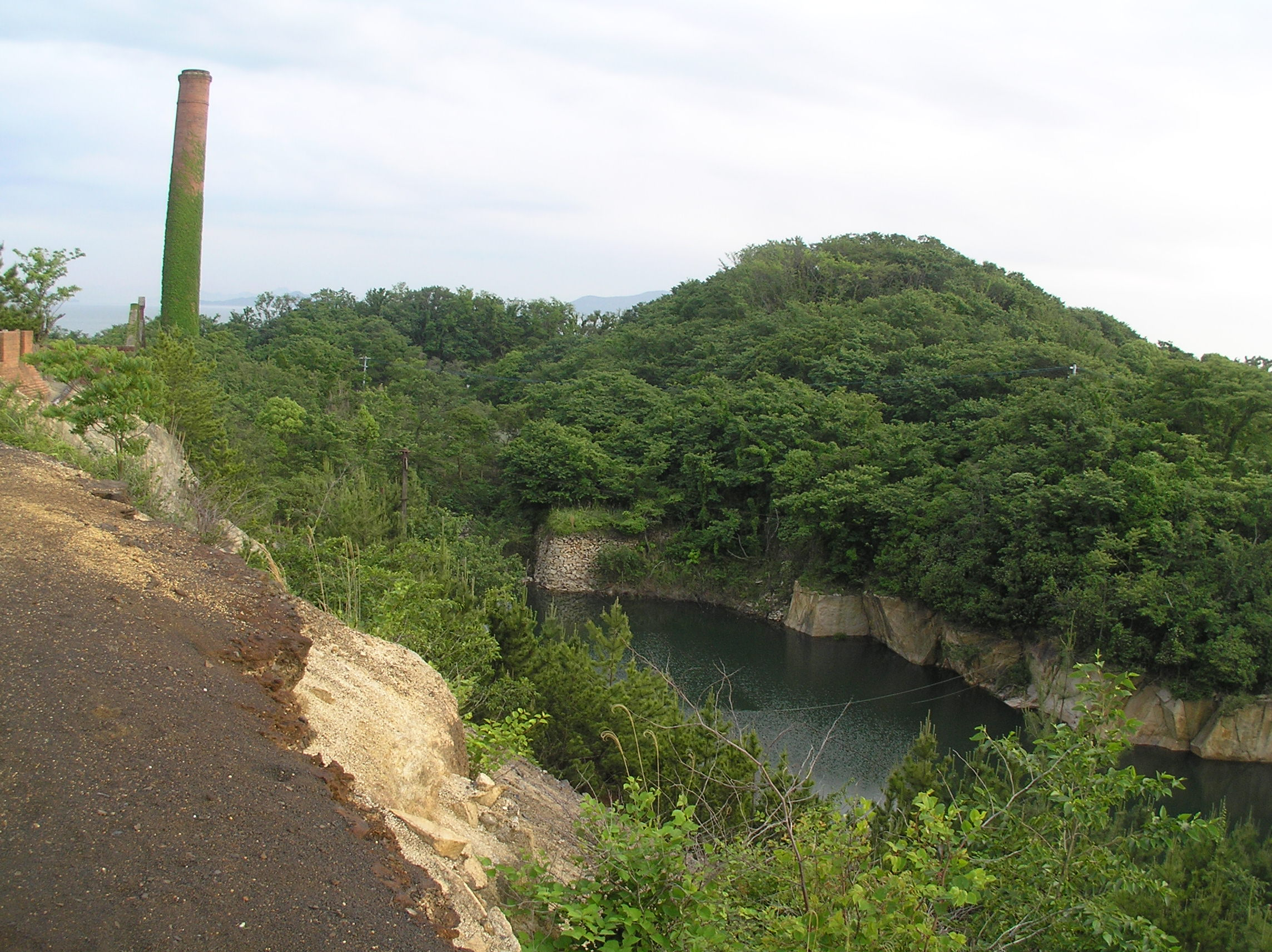
Uno de los estanques de la isla, se trata de restos de canteras de piedra.
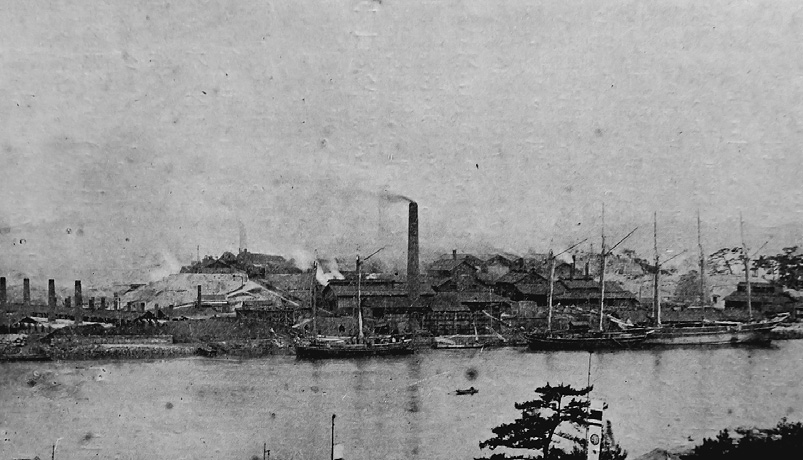
La antigua Inujima.
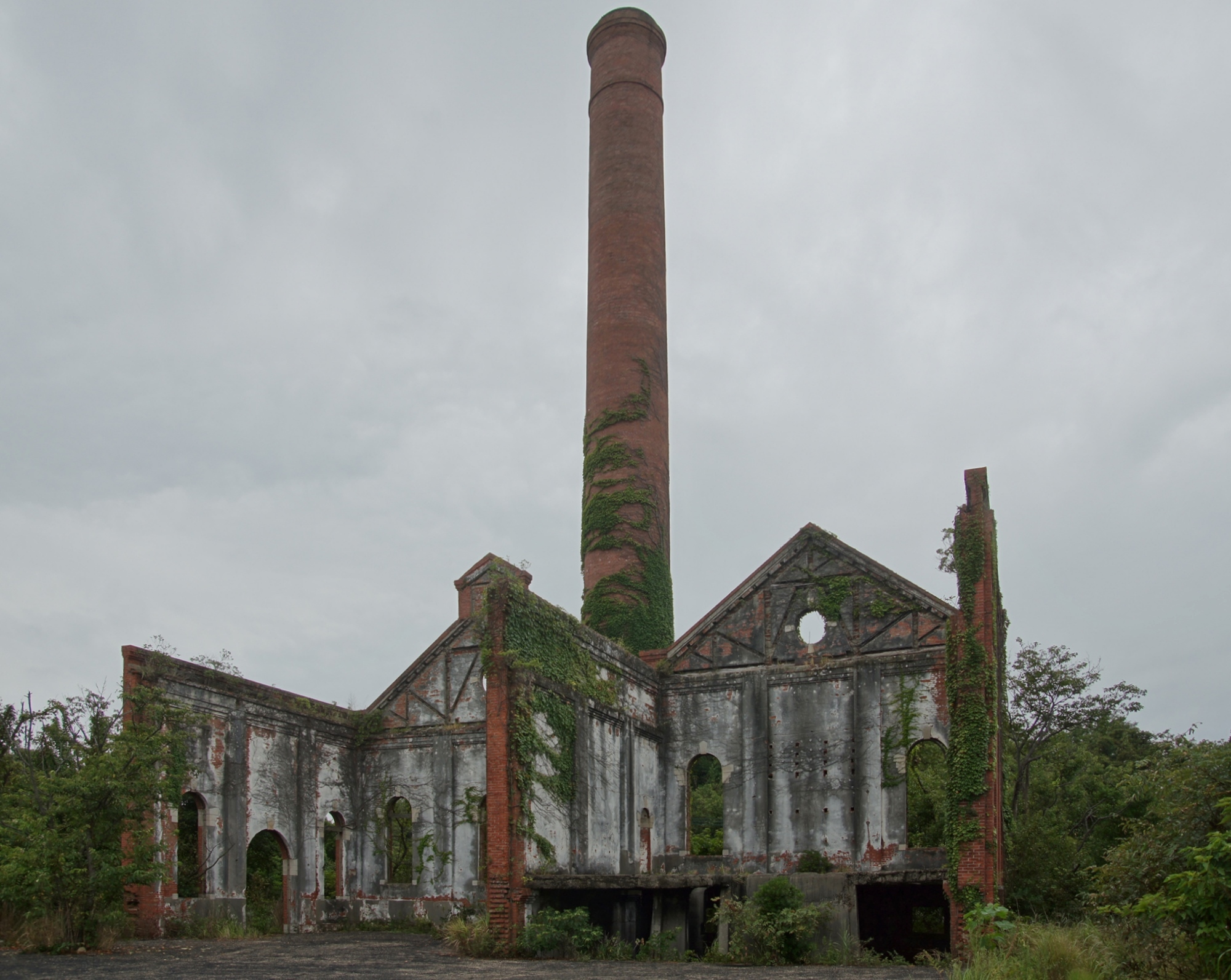
Restos de la refinería de Inujima en 2011
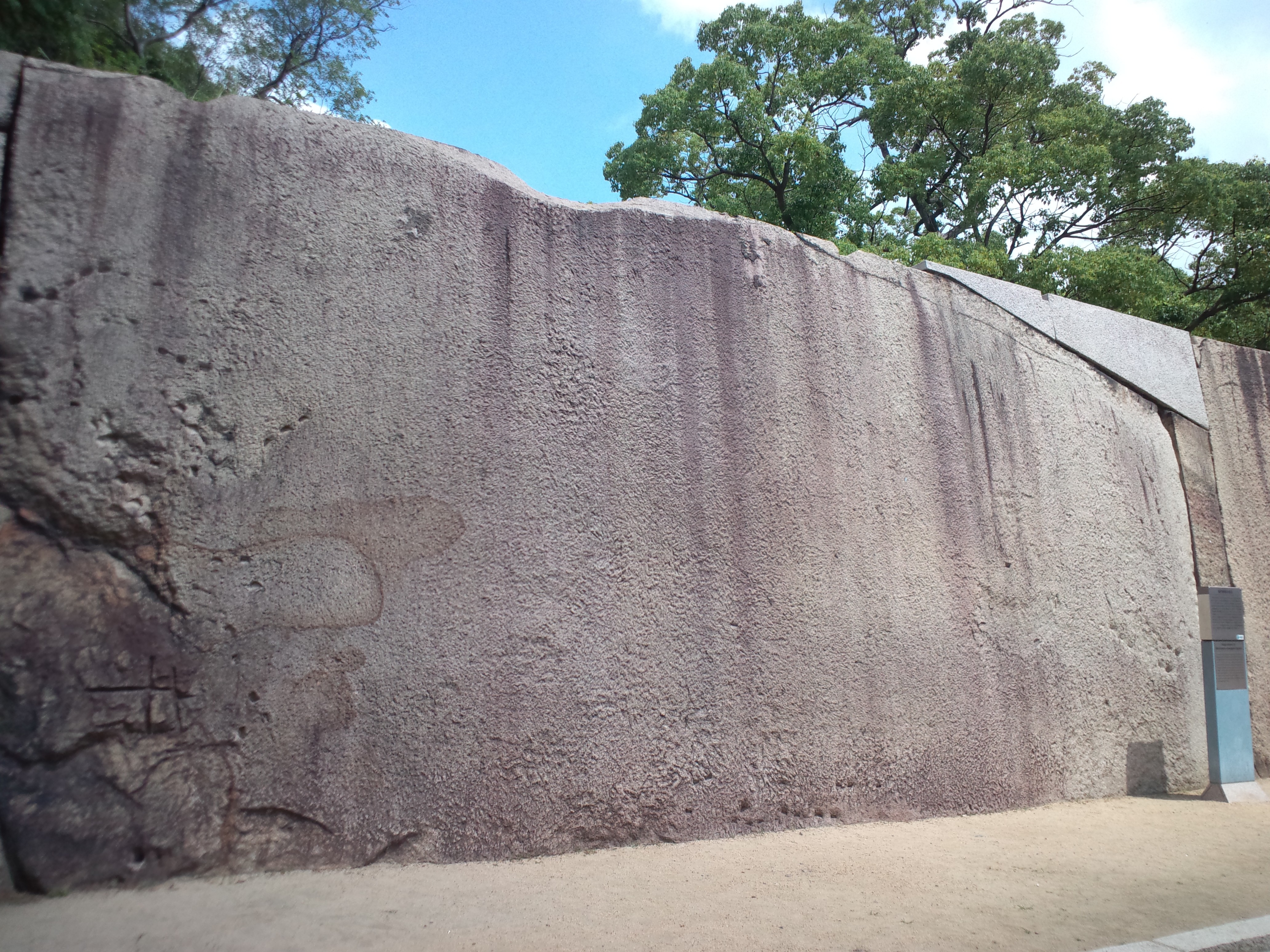
Piedra de pulpo en el Castillo de Osaka Sakura Gate Masugata.
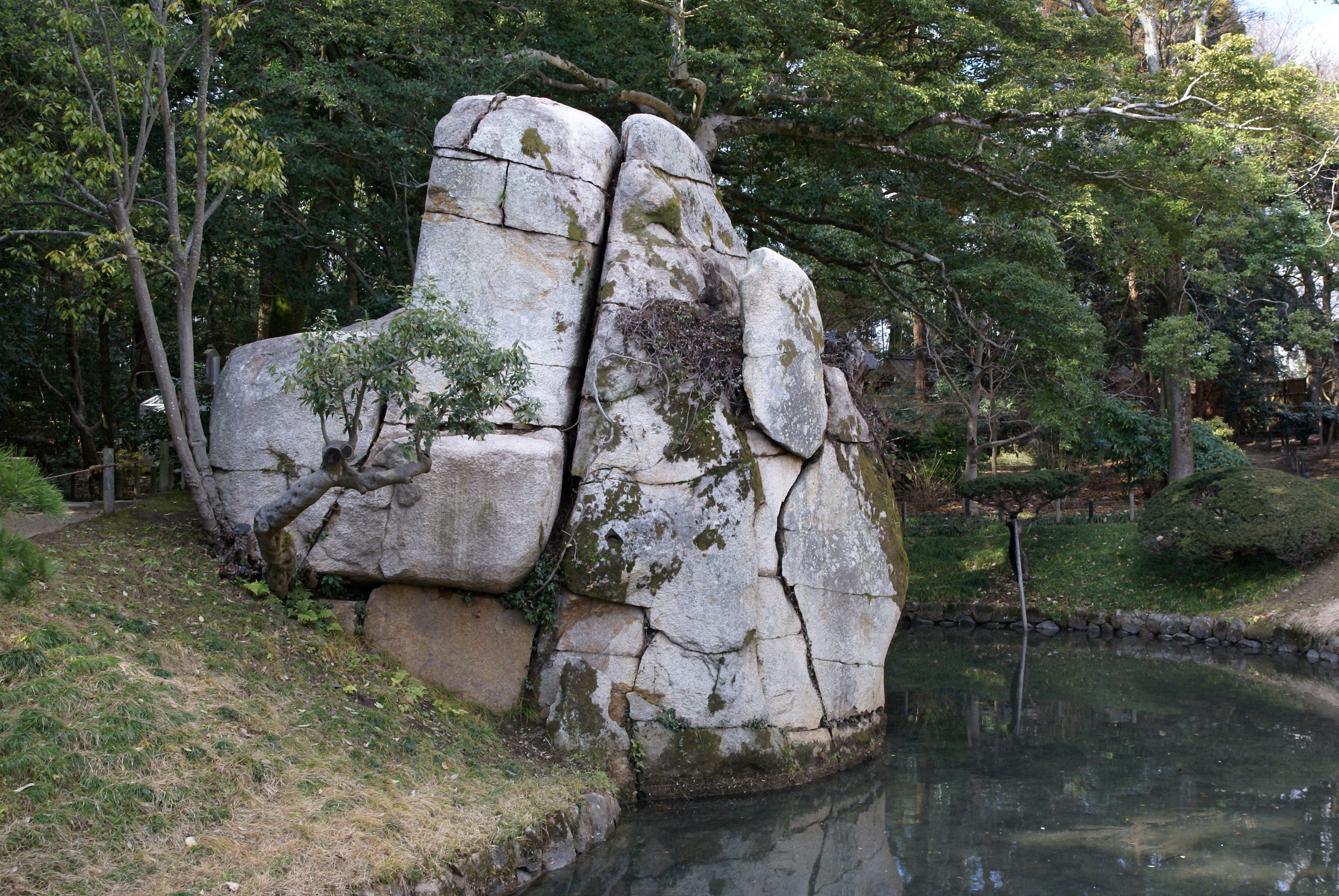
Un gran monolito en la orilla del estanque Korakuen Hanaha.
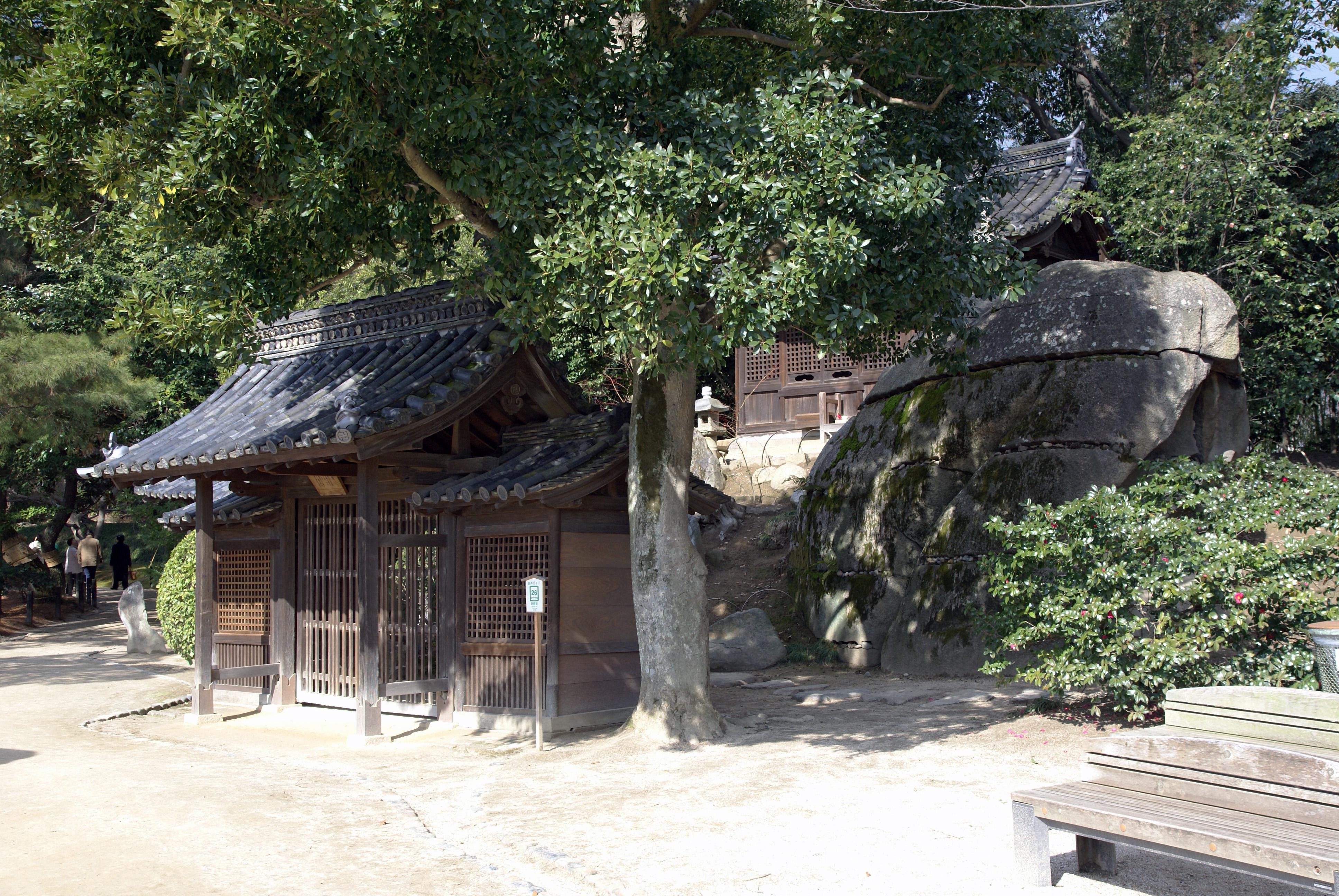
Roca Eboshi en Korakuen Jigendo.
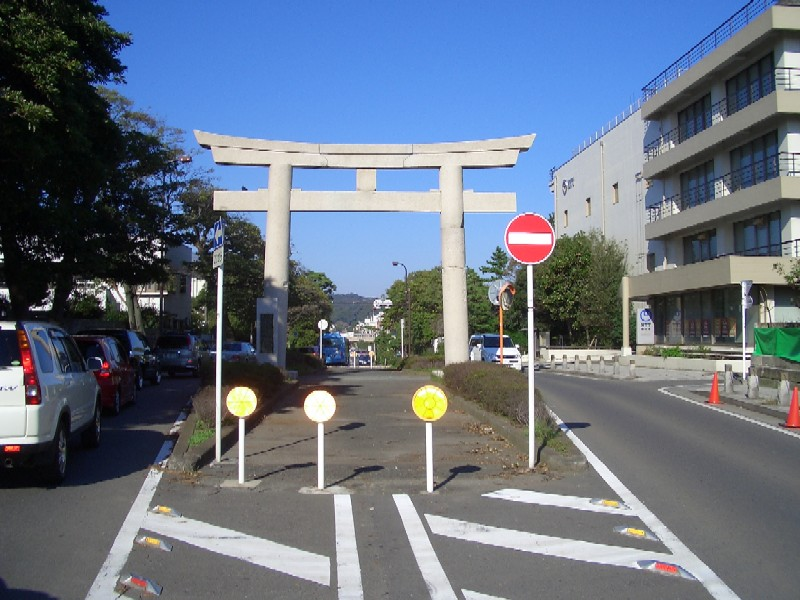
La primera puerta torii del Santuario Tsurugaoka Hachimangu, fue construido en 1668.
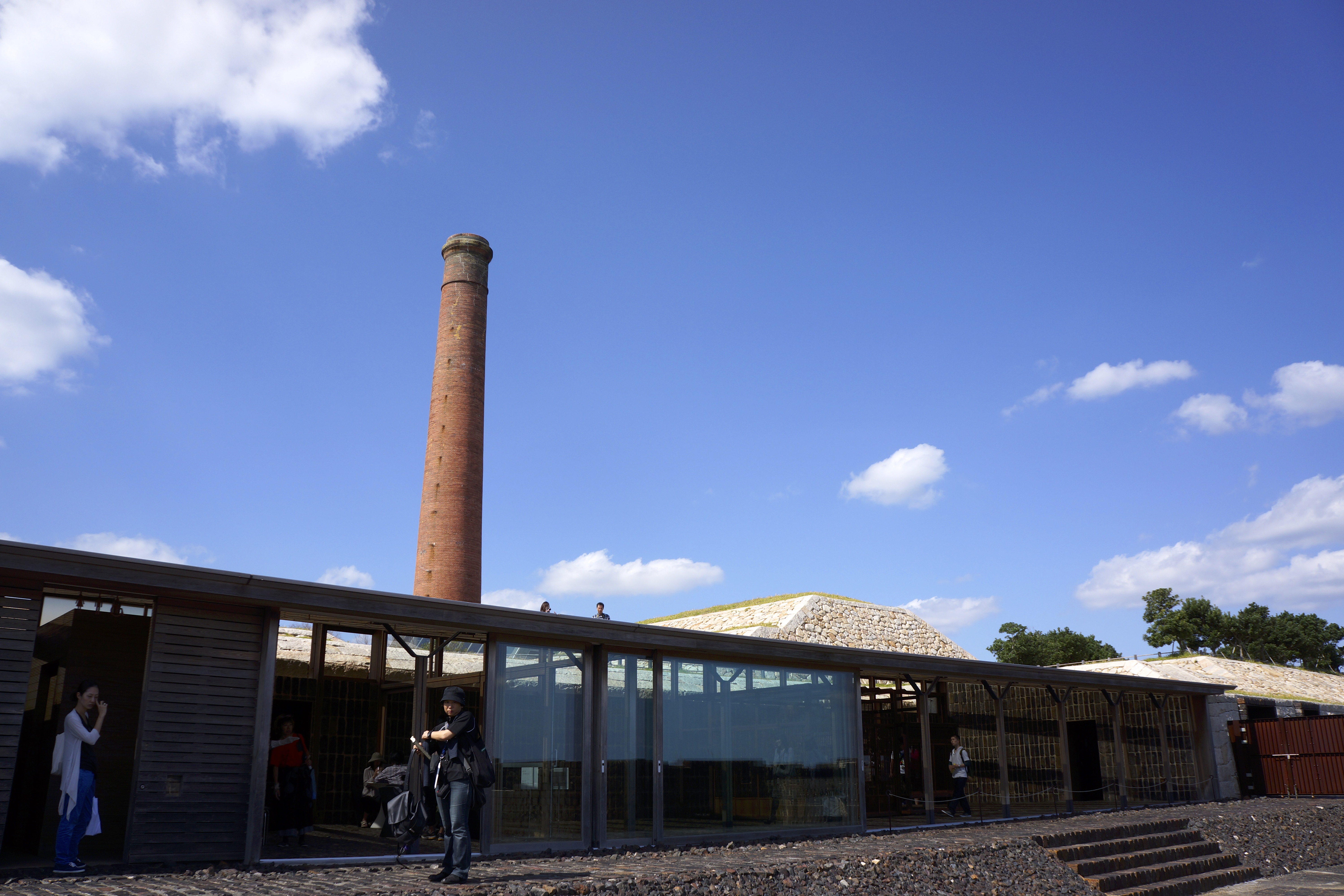
Edificio principal del Museo de Inujima.